# PKS Siedlce
PKS Siedlce Spółka z o.o. – przedsiębiorstwo w Siedlcach, świadczące usługi transportowe w zakresie autobusowej komunikacji podmiejskiej, międzymiastowej i międzynarodowej.

## Historia
PKS w Siedlcach powstał 1 maja 1950 jako oddział Wojewódzkiego Przedsiębiorstwa Komunikacji Samochodowej w Warszawie. W 1990 przedsiębiorstwo usamodzielniło się, tworząc Przedsiębiorstwo Państwowej Komunikacji Samochodowej w Siedlcach.
1 lipca 1998 powstało Przedsiębiorstwo Komunikacji Samochodowej w Siedlcach Spółka Akcyjna.
28 marca 2012 spółka została sprywatyzowana na rzecz Retail Provider Wrocław Sp. z o.o.
1 lutego 2017 zorganizowana część przedsiębiorstwa została sprzedana inwestorowi prywatnemu i funkcjonuje jako PKS Siedlce Spółka z o.o.

## Działalność
Siedziba spółki oraz baza techniczno-postojowa mieszczą się przy ul. Partyzantów 14 w Siedlcach. Spółka posiada też dworzec autobusowy w Śródmieściu (między ulicami: Armii Krajowej – H. Sienkiewicza – Świętojańską).

### Połączenia
- Siedlce:
  - Stoczek Łukowski
  - Stara Róża
  - Kałuszyn
  - różne połączenia na terenie powiatu siedleckiego
- Olsztyn – Lublin – Olsztyn
- różne połączenia na terenie gminy Dobre

### Tabor
- Autobusy: 53[2] (podmiejskie i turystyczne)